# When a Woman Sins
When a Woman Sins (en español, «Cuando una mujer peca») es una película muda dramática estadounidense de 1918 dirigida por J. Gordon Edwards y protagonizada por Theda Bara.

## Argumento
La enfermera Lilian Marchard (Bara) es contratada por Mortimer West (Swickard), un viejo pícaro que se encuentra peligrosamente enfermo. Conoce a su hijo Michael (Roscoe), un estudiante de teología, y su seriedad enciende en ella una chispa de amor. Michael le confiesa su amor ardientemente en el jardín pero ella le rechaza, y esa noche, al encontrarse con ella en el dormitorio de Mortimer, ella malinterpreta la situación y se enfada. El anciano muere y el doctor Stone, acusándola de no haber hecho suficiente, le ordena abandonar la casa. Pasan unos años y Lilian se ha convertido en Poppea, una notoria cortesana y bailarina de la ciudad. Entre sus muchos amantes se encuentra Reggie West, el primo de Michael. Michael va junto a Poppea para pedirle que deje a Reggie por el bien de su madre, y Reggie, esperando afuera, se dispara. Poppea organiza una cena para varios hombres ricos y cuando está a punto de subastarse al mejor postor, recibe una biblia y un lirio de Michael. Ella renuncia a sus amigos rápidos y regresa a los barrios bajos a cuidar de los enfermos, finalmente ganando el amor del reverendo Michael.

## Reparto
- Theda Bara como Lilian Marchard / Poppea
- Josef Swickard como Mortimer West
- Albert Roscoe como Michael West
- Alfred Fremont como Augustus Van Brooks
- Jack Rollens como Reggie West
- Genevieve Blinn como Señora West
- Ogden Crane como doctor Stone

## Recepción
Como todas las películas de la época, When a Woman Sins estaba sujeta a posibles recortes por parte de juntas de censura municipales y estatales. Por ejemplo, la junta de Chicago ordenó cortes, en el carrete 1, de cuadros de una mujer joven en pijama, en el carrete 2, del hombre viejo dando un beso a la enfermera en el hombro, en el carrete 5, el intertítulo "Estoy en venta al mejor postor", fue sustituido por otro intertítulo indicando que la mujer se casará con el hombre que más ofrezca.
La película difiere un tanto del papel habitual de Bara, siendo publicitada como la obra donde se muestra "la redención de la vampiresa moderna".

## Estado de preservación
When a Woman Sins se considera perdida, siendo una de las películas consideradas perdidas en el incendio de la bóveda de Fox de 1937.